# Opel Corsa
Opel Corsa er en minibil fra den tyske bilfabrikant Opel, som siden efteråret 1982 er blevet bygget i fire forskellige generationer, benævnt Corsa A til Corsa F. Corsa C var bygget på GMs Gamma-platform, og Corsa D på den fælles GM-Fiat SCCS platform, der også blev benyttet til Fiat Punto. Den nuværende udgave (pr. 2023), Corsa F, er den første af Corsa-generationerne, der ikke er bygget på en GM-platform, idet Opel i 2017 var blevet opkøbt af franske Groupe PSA. Corsa F er fremstillet på PSA-platformen CMP.
Udover at være solgt under Opel-mærket er modellen er i sin levetid blevet solgt under en række andre mærker ejet af General Motors (herunder Vauxhall, Chevrolet og Holden). I de fleste europæiske lande sælges Corsa under navnet Opel Corsa. I Storbritannien blev Corsa A solgt som Vauxhall Nova og Corsa B og C som Vauxhall Corsa. I Japan hedder bilen Opel Vita, da der allerede siden 1978 havde fandtes en Toyota Corsa. I Australien er Corsa B og C blevet solgt under navnet Holden Barina. Den aktuelle Barina er dog baseret på Chevrolet Kalos.
I Europa har Corsa fra starten fandtes som tre- og femdørs hatchback, og i andre lande også som sedan (model "TR") eller som stationcar under varemærket Chevrolet eller Buick. Corsa A kunne frem til august 1987 også fås som sedan i Tyskland. Den i efteråret 2004 introducerede cabriolet Tigra TwinTop er i store træk en Corsa C som cabriolet.
På højden af sin popularitet var Corsa i 1998 verdens bedst sælgende bil med 910.839 solgte eksemplarer. I 2007 var der solget over 18 millioner Corsaer globalt.

## Overblik over generationerne
- Opel Corsa A
1982–1993
- Opel Corsa B
1993–2001
- Opel Corsa C
2000–2006
- Opel Corsa D
2006−2014
- Opel Corsa E
2014−2019
- Opel Corsa F
2019−

## Modelvarianter for forskellige lande
I flere lande, primært uden for Europa, er Corsa C ikke blevet afløst af Corsa D. Der findes også en pickup-udgave af Corsa C, som i Kenya og Sydafrika hedder Corsa Utility og i Brasilien, Uruguay og Venezuela Chevrolet Montana.
Også Corsa B bygges stadigvæk i nogle lande. I Sydafrika sælges den oprindelige version (før 1997) som Corsa Lite, hvor den faceliftede version (fra 1997) sælges i Indien under navne som Corsa Sail (hatchback), Corsa Joy (sedan) og Corsa Swing (Caravan/stationcar).
Frem for alt i Sydamerika findes der en afledt model af Corsa, Chevrolet Corsa.
En modificeret Corsa C sælges i Argentina, Brasilien, Ecuador, Mexico og Uruguay som hatchback og sedan under betegnelsen Corsa.
Den siden år 2000 i Brasilien og Uruguay solgte Chevrolet Celta er en stærkt modificeret Opel Corsa B med designelementer (som f.eks. forlygter) fra Opel Vectra. Sedanmodellen, som kom på markedet i 2007, hedder Chevrolet Prisma.
På andre markeder sælges Corsa derimod under navnet Opel Vita. Denne betegnelse benyttes om Corsa B og C på østafrikanske markeder. Med eksporten af bilen benyttes navnet også i Japan.